# 2424 Tautenburg
2424 Tautenburg је астероид главног астероидног појаса чија средња удаљеност од Сунца износи 2,349 астрономских јединица (АЈ).
Апсолутна магнитуда астероида је 12,9.